# خرگوش کوهساری اتیوپی
خرگوش کوهساری اتیوپی (نام علمی: Lepus starcki) یا خرگوش استارک یک گونه پستاندار متوسط از تیرهٔ خرگوشان (Leporidae) است. خز پشتی آن به صورت گریزلی، سفید نخودی و خالدار و رگه‌های سیاه است، در حالی که پوست شکم آن سفید خالص و کرکی است. این گونه بومی در ارتفاعات اتیوپی است که در مناطق آفریقای کوهستانی استان‌های شوآ، بیل و آرسی اتیوپی قرار دارد. گیاه‌خوار است و بیشتر از علف‌های مرتعی تغذیه می‌کند. IUCN آن را به عنوان گونهٔ کمترین نگرانی ارزیابی می‌کند.
خرگوش کوهساری اتیوپی بومی ارتفاعات مرکزی اتیوپی است، در مناطق آفریقای کوهستانی اتیوپی وجود دارد. در فلات مرکزی استان شوا و در کوه‌های بیل و استان ارسی به جز دره بزرگ ریفت که این دو استان را تقسیم می‌کند، یافت می‌شود. پراکنش کامل خرگوش کوهستانی اتیوپی، طبق گفته آنگرمن، بین ۶ درجه و ۵۰ دقیقه شمالی و ۹ درجه و ۳۵ دقیقه عرض شمالی و ۳۸ درجه شرقی و کمی شرق ۴۰ درجه شرقی است.